# آبشار گورارا
آبشار گورارا (به انگلیسی: Gurara Waterfalls) در ناحیه حکومت محلی گورارا و در شمال نیجریه مرکزی واقع شده است. این آبشار در مسیر رود گورارا و در امتداد جاده قرار دارد.

## فرهنگ عامه
مطابق تاریخ شفاهی، آبشار گورارا قبل از آنکه برخی از اروپایی‌ها در سال ۱۹۲۵ به وجود آن پی ببرند و آنجا مرکز تفریحی دایر کنند، توسط شکارچی به نام بوبا (Buba) در سال ۱۷۴۵ کشف شد. قبل از کشف آن توسط اروپایی‌ها، آبشار توسط جوامع ساکن اطراف آن، پرستش می‌شد. به باور مردم منطقه، نام آبشار گورارا و رودخانه گورارا برگرفته از نام دو خدا به نام گورا (gura) و رارا (Rara) است.

## گردشگری
علیرغم تاریخ پرفراز و نشیب، آبشار گورارا همواره یکی از مکان‌های مهم گردشگری در نیجریه محسوب شده است. بنا بر برنامه‌های اخیر، تصمیم بر این بود که این مکان به یک مرکز تفریحی با هتل هفت ستاره در اطراف آن، مبدل شود.